# Drzewipestowate
Drzewipestowate (Caryocaraceae) – rodzina roślin okrytonasiennych z rzędu malpigiowców. Obejmuje 26 gatunków z dwóch rodzajów spotykanych w tropikalnej Ameryce Południowej, zwłaszcza w Amazonii, poza tym rosnące na obszarach od Kostaryki po południową Brazylię. Owoce i nasiona drzewipestu orzechodajnego dostarczają wartościowego oleju jadalnego, a kilka innych gatunków z tego rodzaju ma także jadalne owoce. Owoce roślin obu zaliczanych tu rodzajów wykorzystywane są także do trucia ryb. Niektóre gatunki dostarczają wartościowego drewna, przez co zostały nadmiernie wyeksploatowane i np. Caryocar costaricense ujęty został w efekcie w załączniku II do konwencji CITES.

## Morfologia
Wiecznie zielone drzewa i krzewy o liściach trójlistkowych, skrętoległych lub naprzeciwległych. Kwiaty efektowne, głównie za sprawą okazałych (barwnych i długich) pręcików, których liczba w rodzaju drzewipest sięgać może 250. Okwiat jest 6-krotny, z wolnymi działkami i płatkami. Zalążnia u rodzaju drzewipest składa się 4-6 owocolistków, których liczba w rodzaju Anthodiscus osiąga 20 i w tym przypadku podczas dojrzewania owocolistki rozpadają się na pojedyncze owoce. W rodzaju drzewipest owocem jest pestkowiec z 4-6 nasionami otoczony miąższem bogatym w oleje.

## Systematyka
Rodzina o niejasnej pozycji w obrębie malpigiowców (Malpighiales) należących do kladu różowych w obrębie okrytonasiennych. Była wskazywana jako klad bazalny dla grupy obejmującej poza tym lnowate (Linaceae) i irwingiowate Irvingiaceae. Dawniej (np. w system Cronquista z 1981 i system Takhtajana z 1997) włączana była do rzędu herbatowców (Theales).
Pozycja systematyczna według APweb (aktualizowany system APG IV z 2016)
|  | Putranjivaceae  |
|  |                 |
|  | Lophopyxidaceae |
|  |                 |

|  | Centroplacaceae                                                                               |
|  |                                                                                               |
|  | \| \| Malpighiaceae – malpigiowate \| \| \| \| \| \| Elatinaceae – nadwodnikowate \| \| \| \| |
|  |                                                                                               |
|  | Malpighiaceae – malpigiowate                                                                  |
|  |                                                                                               |
|  | Elatinaceae – nadwodnikowate                                                                  |
|  |                                                                                               |

|  | Malpighiaceae – malpigiowate |
|  |                              |
|  | Elatinaceae – nadwodnikowate |
|  |                              |

|  | Trigoniaceae    |
|  |                 |
|  | Dichapetalaceae |
|  |                 |

|  | Chrysobalanaceae – złotośliwowate |
|  |                                   |
|  | Euphroniaceae                     |
|  |                                   |

|  | Trigoniaceae    |
|  |                 |
|  | Dichapetalaceae |
|  |                 |

|  | Chrysobalanaceae – złotośliwowate |
|  |                                   |
|  | Euphroniaceae                     |
|  |                                   |

|  | Trigoniaceae    |
|  |                 |
|  | Dichapetalaceae |
|  |                 |

|  | Chrysobalanaceae – złotośliwowate |
|  |                                   |
|  | Euphroniaceae                     |
|  |                                   |

|  | Trigoniaceae    |
|  |                 |
|  | Dichapetalaceae |
|  |                 |

|  | Chrysobalanaceae – złotośliwowate |
|  |                                   |
|  | Euphroniaceae                     |
|  |                                   |

|  | Putranjivaceae  |
|  |                 |
|  | Lophopyxidaceae |
|  |                 |

|  | Centroplacaceae                                                                               |
|  |                                                                                               |
|  | \| \| Malpighiaceae – malpigiowate \| \| \| \| \| \| Elatinaceae – nadwodnikowate \| \| \| \| |
|  |                                                                                               |
|  | Malpighiaceae – malpigiowate                                                                  |
|  |                                                                                               |
|  | Elatinaceae – nadwodnikowate                                                                  |
|  |                                                                                               |

|  | Malpighiaceae – malpigiowate |
|  |                              |
|  | Elatinaceae – nadwodnikowate |
|  |                              |

|  | Trigoniaceae    |
|  |                 |
|  | Dichapetalaceae |
|  |                 |

|  | Chrysobalanaceae – złotośliwowate |
|  |                                   |
|  | Euphroniaceae                     |
|  |                                   |

|  | Trigoniaceae    |
|  |                 |
|  | Dichapetalaceae |
|  |                 |

|  | Chrysobalanaceae – złotośliwowate |
|  |                                   |
|  | Euphroniaceae                     |
|  |                                   |

|  | Trigoniaceae    |
|  |                 |
|  | Dichapetalaceae |
|  |                 |

|  | Chrysobalanaceae – złotośliwowate |
|  |                                   |
|  | Euphroniaceae                     |
|  |                                   |

|  | Trigoniaceae    |
|  |                 |
|  | Dichapetalaceae |
|  |                 |

|  | Chrysobalanaceae – złotośliwowate |
|  |                                   |
|  | Euphroniaceae                     |
|  |                                   |

Wykaz rodzajów
- Anthodiscus G. Mey.
- Caryocar L. – drzewipest